# Centrolepidaceae
Die Centrolepidaceae sind eine kleine Pflanzenfamilie, die zur Ordnung der Süßgrasartigen (Poales) gehört. Die Arten der Centrolepidaceae haben ihre Areale in gemäßigten bis tropischen Gebieten in Südostasien, Australasien und Südamerika.

## Beschreibung

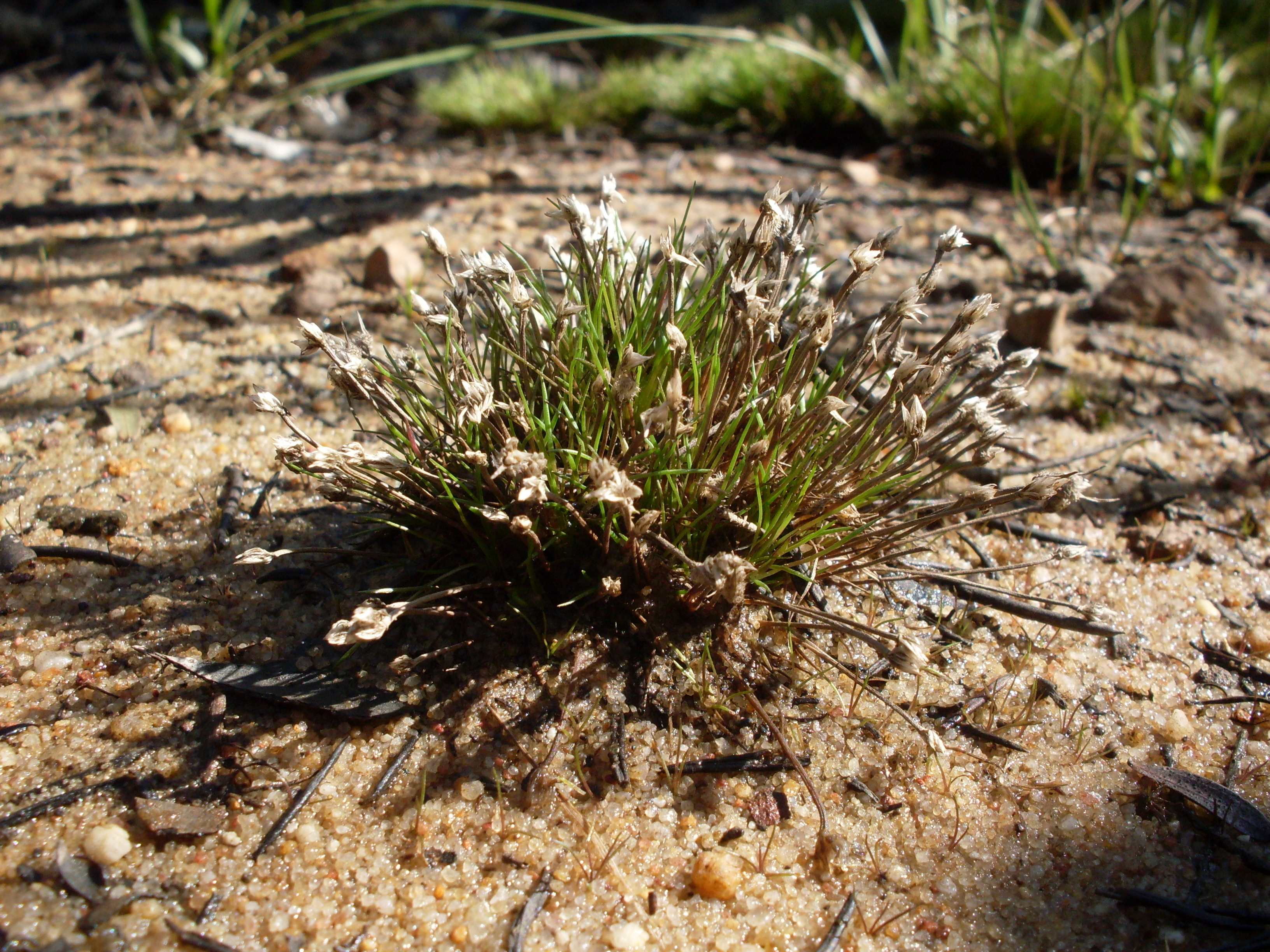
Habitus von Centrolepis fascicularis im Habitat

Die Arten der Centrolepidaceae sind kleine, gras- oder moosähnliche, einjährige oder ausdauernde krautige Pflanzen; bei einjährigen Arten sind die Blätter an der Pflanzenbasis (grundständig) konzentriert. Die wechselständig und spiralig am Stängel angeordneten Laubblätter sind einfach, ungestielt, parallelnervig und ganzrandig.
Sie sind einhäusig getrenntgeschlechtig (monözisch). Die Blütenstände sind Pseudanthien, in denen viele weibliche und männliche Blüten zusammengefasst sind, oder es gibt rein männliche und rein weibliche Blütenstände; selten stehen die Blüten einzeln.
Die Blüten sind eingeschlechtig oder selten zwittrig. Blütenhüllblätter fehlen. Die männlichen Blüten enthalten nur ein fertiles Staubblatt. Bei den weiblichen Blüten sind ein oder viele freie, oberständige Fruchtblätter und gleich viele Griffel vorhanden. Die Bestäubung erfolgt durch den Wind (Anemophilie).
Mehrere kleine Balgfrüchte sind zu einer kapselähnlichen Sammelfrucht zusammengefasst. Die winzigen Samen enthalten Stärke.

## Systematik
Die Familie Centrolepidaceae wurde durch Stephan Ladislaus Endlicher aufgestellt. Die Arten der Familie Hanguanaceae wurden 1975 ausgegliedert damit die Familie Centrolepidaceae monophyletisch ist.
Es gibt nur etwa drei (bis fünf) Gattungen mit etwa elf bis 40 Arten in der Familie der Centrolepidaceae:
- Aphelia R.Br. (Syn.: Brizula Hieron.). Beachte: In der Zoologie ist Aphelia Hübner 1825 ist eine Gattung der Wickler (Tortricidae). Die etwa sechs Pflanzenarten sind vom südwestlichen bis südöstlichen Australien, einschließlich Tasmanien, verbreitet:[2]
  - Aphelia brizula F.Muell.
  - Aphelia cyperoides R.Br.
  - Aphelia drummondii (Hieron.) Benth. (Syn.: Brizula drummondii Hieron.)
  - Aphelia gracilis Sond. (Syn.: Brizula gracilis (Sond.) Hieron.)
  - Aphelia nutans Benth. (Syn.: Brizula nutans (Benth.) A.W.Hill)
  - Aphelia pumilio F.Muell. ex Sond.
- Centrolepis Labill. (Syn.: Alepyrum Hieron., Alepyrum R.Br., Devauxia R.Br. nom. superfl., Pseudalepyrum Dandy): Die etwa 25 Arten sind von der südlichen chinesischen Provinz Hainan (eine Art) über Kambodscha, Vietnam, Thailand, Indonesien, Malaysia, den Philippinen, Papua-Neuguinea, Australien, Neuseeland bis auf Pazifischen Inseln verbreitet.[2]
- Gaimardia Gaudich.: Es gibt etwa vier Arten in einem disjunkten Areal auf der Südhalbkugel:
  - Gaimardia amblyphylla W.M.Curtis: Sie kommt auf Tasmanien vor.[2]
  - Gaimardia australis Gaud.: Sie ist die einzige Art der Familie, die im südlichen (antarktischen) Südamerika in der Magellan Region und auf den Falkland-Inseln vorkommt.[2]
  - Gaimardia fitzgeraldii F.Muell. & Rodw.: Sie kommt nur im westlichen Tasmanien vor.[2]
  - Gaimardia setacea Hook. f.: Sie kommt auf dem Mt. Wichmann in Neuguinea, in Tasmanien auf der neuseeländischen Südinsel vor.[2]